# 대전MBC TV
대전MBC TV는 대한민국 대전문화방송에서 운영하는 종합 텔레비전 방송 채널이다.
1971년 4월 24일 대전텔레비전방송(주)가 호출부호 HLAZ, 주파수 채널8, 음향출력 500W, 영상출력 2㎾로 TV방송을 개국함으로써 대전과 충청 지역 최초의 민영 TV 방송이 시작되었다. 같은해 9월 15일 텔레비전방송사인 대전텔레비전방송(주)과 회사를 합병하면서 대전문화방송(주)로 출범하여 오늘날까지 이르고 있다. 2004년 7월 30일에는 디지털TV방송을 개국함으로써 시청자들에게 고품질의 디지털TV방송을 서비스하게 되었다.

## 프로그램

### 보도
| 프로그램명                    | 방송 분량           | 방송 시간                                               | 진행자                              |
| ----------------------------- | ------------------- | ------------------------------------------------------- | ----------------------------------- |
| MBC 뉴스투데이 대전·세종·충남 | 평일 30분           | 07:20 ~ 07:50                                           | 한주희                              |
| MBC 뉴스데스크 대전·세종·충남 | 평일 20분 주말 15분 | 월~목 20:25 ~ 20:45 금 20:00 ~ 20:20 주말 20:20 ~ 20:35 | 남유식, 박선진 (평일) 무작위 (주말) |

### 예능·교양

#### 방송중
- 오늘 M
- MBC가요베스트
- 테마기행 길 (울산MBC 제작)
- 노정렬의 시시각각
- 건강플러스
- 전국이 보인다
- 다큐에세이 그 사람

#### 종영
- 아침이 좋다
- 정종수의 출발 새아침
- 문화 살롱
- 어린이 장학퀴즈
- 행복으로의 초대
- 카메라 기행
- 청소년 가곡 무대
- 일요 기획
- 크리에이터 성장기:독전

### 방송 송출 시설망
- 호출부호 : HLCQ-DTV
- 가상채널 : 11-1

| 송신소        | UHD      | UHD   | HD                                       | HD    | 송신소 위치                      |
| 송신소        | 물리채널 | 출력  | 물리채널                                 | 출력  | 송신소 위치                      |
| ------------- | -------- | ----- | ---------------------------------------- | ----- | -------------------------------- |
| 식장산 송신소 | CH 55    | 5㎾   | CH 17                                    | 2.5㎾ | 대전 동구 세천동 603-1           |
| 향적산 중계소 |          |       | CH 47                                    | 90W   | 충남 계룡시 엄사면 향한리 산50-1 |
| 내판 소출력   | CH 17    | 0.05W | 세종 연동면 송용리                       |       |                                  |
| 공주 중계소   | CH 51    | 20W   | 충남 공주시 반죽동 산2-1 봉황산          |       |                                  |
| 청양 중계소   | CH 46    | 20W   | 충남 청양군 청양읍 장승리 산62-4         |       |                                  |
| 부여 중계소   | CH 31    | 20W   | 충남 부여군 장암면 석동리 산271-1 장암산 |       |                                  |
| 옥마산 중계소 | CH 29    | 90W   | 충남 보령시 성주면 개화리 산23-4         |       |                                  |
| 서천 중계소   | CH ??    | 20W   | 충남 서천군 서천읍 남산리 산34 남산      |       |                                  |
| 흑성산 중계소 | CH 46    | 1㎾   | 충남 천안시 동남구 목천읍 지산리 산11-3  |       |                                  |
| 원효봉 중계소 | CH 33    | 1㎾   | 충남 서산시 해미면 산수리 산25-1         |       |                                  |

아날로그TV
- 호출부호 : HLCQ-TV